# چوانگ چیه-یوان
چوانگ چیه-یوان (انگلیسی: Chuang Chih-yuan؛ زادهٔ ۲ آوریل ۱۹۸۱) یک بازیکن تنیس روی میز اهل تایوان است. 
وی در مسابقات کشوری و بین‌المللی در مجموع برنده ۱ مدال طلا، ۴ مدال نقره، ۸ مدال برنز شده‌است.